# Phare d'Execution Rocks
Le phare d'Execution Rocks (en anglais : Execution Rocks Light), est un phare situé au centre du Long Island Sound, entre New Rochelle et Sands Point, dans le comté de Nassau (Grand New York-État de New York).
Il est inscrit au Registre national des lieux historiques depuis le 23 février 2007 sous le n° 7000094 .

## Histoire
L'île sur laquelle se trouve ce phare doit son nom à la colonisation new-yorkaise, où les prisonniers étaient enchaînés aux rochers à marée basse. Le 3 mars 1847, le Congrès des États-Unis a affecté 25.000 dollars à la création du phare d'Execution Rocks. Conçu par Alexander Parris (en), la construction a été achevée en 1849, même si le phare n’a été mis en service qu’en 1850. Au fil des ans, il a survécu à la fois à un incendie et à un naufrage.
L'île est sous l'autorité de l'United States Coast Guard et est interdite au public. Une Daboll trumpet (en) a été ajoutée au phare le 25 janvier 1869.
Avant d'être exécuté pour meurtre, le tueur en série Carl Panzram a affirmé dans une autobiographie posthume qu'au cours de l'été 1920, il avait violé et tué dix marins au total et jeté leurs corps en mer près du phare.
Le phare a été ajouté au registre national des lieux historiques en 2007 sous le nom de Execution Rocks Light Station. Le 27 janvier 2009, le secrétaire de l'Intérieur a annoncé que le phare serait transféré dans les structures historiques de Philadelphie, qui s'associeraient au Science Museum de Long Island pour la restauration du site.
En 2009, un épisode de Ghost Adventures est tourné sur ce lieu.

## Description
Le phare  est une tour circulaire en granit de style ancien à claire-voie, avec galerie et lanterne de 18 m de haut, reliée à l'ancienne maison de gardien. La tour est blanche avec une bande horizontale brun foncé et la lanterne est blanche. La maison de gardien est maintenant une résidence privée.
Son feu à occultations émet, à une hauteur focale de 19 m, un éclat blanc d'une seconde par période de 10 secondes. Sa portée est de 15 milles nautiques (environ 28 km). Il est équipé d'une cloche de brouillard émettant une explosion de 2 secondes par période de 15 secondes, et d'un transpondeur radar émettant la lettre X en alphabet morse.

## Caractéristiques dufeu maritime
Fréquence :  10 secondes (W)
- Lumière : 1 seconde
- Obscurité : 9 secondes

Identifiant : ARLHS : USA-277 ; USCG : 1-21440 - Admiralty : J0916 .

### Lien connexe
- Liste des phares de l'État de New York